# Methanbildner
Als Methanbildner oder Methanogene werden Mikroorganismen bezeichnet, bei deren Energiestoffwechsel Methan gebildet wird (Methanogenese); nach heutigem Wissen gehören alle Methanbildner zu den Archaeen (Archaea). Biologische Methanfreisetzungen kommen auch bei anderen Lebewesen unabhängig von Archaeen vor, bspw. bei Cyanobakterien; allerdings wird bisher kein Organismus, welcher Methan bildet und nicht den Archaeen angehört, den Methanogenen bzw. Methanbildnern zugeordnet (siehe Abschnitt #Begriffsabgrenzung).
Aus historischen Gründen wurden im Zusammenhang mit den Methanbildnern Bezeichnungen geprägt, die das Wort „Bakterium“ (bzw. eine Wortform davon) integrieren, obgleich kein Methanbildner in die Domäne Bacteria gehört. Das trifft auf früher verwendete Bezeichnungen zu, wie z. B. auf „Methanbakterien“, aber auch auf heute gültige Namen, wie die Gattung Methanobacterium und die Klasse Methanobacteria (siehe Abschnitt #Begriffsabgrenzung).

## Physiologie, Ökologie
Die Methanbildner (Methanogene) nutzen die exergone (Energie freisetzende) Methanogenese als Energiequelle. Einige wasserstoffoxidierende Methanogene sind autotroph. Dabei nutzen sie Kohlenstoffdioxid (CO2) als einzige Kohlenstoffquelle bei der Synthese aller zellulären Bestandteile (Anabolismus). Sie assimilieren CO2 auf dem Acetyl-CoA-Weg.
Man unterscheidet acetatspaltende Methanogene und H2-oxidierende Methanogene. Acetatspaltende Methanogene können Methan aus Methylgruppen-haltigen Verbindungen bilden, indem sie die Methylgruppe abspalten und zu Methan reduzieren. Sie besitzen das dafür benötigte Coenzym Methanophenazin. Zu ihnen gehört die Gattung Methanosarcina. H2-oxidierende Methanogene bilden Methan durch Reduktion von CO2 mit Wasserstoff zu Methan und Wasser sowie durch Umsetzung von Ameisensäure (HCOOH); sie besitzen kein Methanophenazin. Zu ihnen gehören die Gattungen Methanococcus, Methanobacterium und Methanopyrus.
Die Methanbildner sind strikt anaerob und stoffwechseln bei unterschiedlichen Temperaturen. Manche Arten betreiben um 0 °C Stoffwechsel (z. B. Methanobacterium arcticum), viele bei mittleren Temperaturen (z. B. Methanobacterium formicicum, Methanobrevibacter smithii und Methanosarcina barkeri), während andere Arten bei hohen Temperaturen wachsen können (z. B. Methanothermobacter thermautotrophicus bei 75 °C und Methanocaldococcus jannaschii bei 86 °C). Methanopyrus kandleri kann sogar bei 110 °C noch wachsen. Die meisten Methanogenen benötigen anoxisches, pH-neutrales oder schwach alkalisches Milieu mit mindestens 50 % Wasser. Allerdings gibt es Arten, die mit niedrigem pH-Wert zurechtkommen (z. B. Methanosarcina barkeri) oder einen hohen pH-Wert bevorzugen (z. B. Methanobacterium alcaliphilum). Anoxische Gewässersedimente, wassergesättigte oder -überstaute Böden (z. B. Moore und Reisfelder), Mist, Gülle und der Verdauungstrakt von Wiederkäuern sind besonders gute Lebensräume für Methanogene, sie finden hier für sie wichtige Stickstoffverbindungen, Mineralstoffe und Spurenelemente. Hemmstoffe für Methanbildner sind organische Säuren, Desinfektionsmittel und Sauerstoff.
Weitere Habitate von Methanbildnern sind der Dickdarm von Wirbeltieren, der Verdauungstrakt von Termiten, sowie die Schlammfaulbehälter von Abwasserreinigungs- und Biogasanlagen.
Die Methanbildner stehen an der letzten Stelle der anaeroben Nahrungskette, in der verschiedene Stoffumsetzungen ablaufen. Am Ende wird durch die Aktivität von Methanbildnern Methan gebildet.

## Taxonomie
Die Methanbildner sind kein einzelnes Taxon, da ihre Gemeinsamkeit, Methanogenese zu betreiben, nicht automatisch an phylogenetische Verwandtschaft gekoppelt sein muss und moderne Taxonomie danach trachtet, die Verwandtschaftsverhältnisse abzubilden. Nichtsdestotrotz setzt die Methanogenese physiologische Eigenschaften voraus, die es wahrscheinlich machen, dass zwischen verschiedenen Methanbildnern eine ähnliche Genetik, bzw. Verwandtschaft besteht.
Die methanbildenden Mikroorganismen wurden früher auch „Methanbakterien“ genannt, eine Bezeichnung, die durch Wissenszuwachs mehrdeutig geworden ist. Dadurch besteht Verwechslungsgefahr, z. B. mit der Klasse Methanobacteria (siehe Abschnitt #Begriffsabgrenzung).
Als noch keine Möglichkeit bestand, Verwandtschaftsbeziehungen innerhalb der Taxonomie abzubilden, schlug Barker (1956) die Familie Methanobacteriaceae zur Einteilung für alle zu dieser Zeit bekannten Methanogenen vor.
Später wurden Methoden zur Analyse von Verwandtschaftsbeziehungen entwickelt, die 1979 von Balch et al. angewendet werden konnten. Damals wurden die bekannten Methanbildner untereinander, aber noch nicht mit Nicht-Methanbildnern verglichen. Es wurden Familien und erste Ordnungen mit Methanogenen aufgestellt.
Bereits 1986 wurde klar, dass die Methanbildner nicht monophyletisch sind, da eine Ordnung mit Methanogenen enger zu einer Ordnung mit Nicht-Methanbildnern verwandt war als zu anderen Methanbildnern.
2001 wurden die ersten Klassen von Archaeen innerhalb der Abteilung Euryarchaeota aufgestellt, die Methanogene enthielten. Diese taxonomischen Klassen wurden 2002 nach den Nomenklaturregeln bestätigt.
Bis 2002 wurden fünf Ordnungen mit Methanbildnern (Methanobacteriales, Methanococcales, Methanopyrales, Methanomicrobiales und Methanosarcinales) anerkannt. 2008 kam die sechste Ordnung Methanocellales hinzu. Eine siebte Ordnung mit Methanbildnern, Methanomassiliicoccales, wurde 2013 beschrieben. Diese Ordnung gehört, wie die zuvor genannten sechs Ordnungen, zur Abteilung der Euryarchaeota.
Die siebente Ordnung (Methanomassiliicoccales; Iino et al. 2013, Klasse Thermoplasmata) wurde bei ihrer Beschreibung in die Klasse Thermoplasmata gestellt. Damit waren die Methanomassiliicoccales die erste Ordnung mit Methanogenen, die in eine Klasse gestellt wurde, die zuvor keine Methanogenen beinhaltete.
Nach der Beschreibung der Methanomassiliicoccales wurden weitere Methanbildner sowohl in der bis dahin einzigen Abteilung Euryarchaeota (z. B. Ordnung Methanonatronarchaeales; Sorokin et al. 2018) als auch in weiteren Abteilungen der Archaeen (siehe unten) beschrieben.
2005 wurden zwei Gruppen von Methanbildnern abgegrenzt, die zueinander weniger Verwandtschaft zeigten als zu Nicht-Methanbildnern; das waren die Klasse-I- und die Klasse-II-Methanogenen. Die „Klasse-I-Methanogenen“ und die „Klasse-II-Methanogenen“ wurden nicht als taxonomischen Klassen nach den Nomenklaturregeln definiert, sondern als Schnittmengen aus physiologischer und phylogenetischer Einteilung. Zu dieser Zeit waren Methanogene nur innerhalb der Abteilung Euryarchaeota bekannt.
Mit der wachsenden Zahl bekannter Archaeen und den Fortschritten bei der Gen-Analyse wurde es 2015 möglich, den üblichen 16S-rRNA-Genen weitere, geeignete Gene hinzu zu fügen, um einen tiefer gehenden Vergleich der Verwandtschaftsbeziehungen durchzuführen. Im Ergebnis wurden zwei Kladen innerhalb der Abteilung Euryarchaeota definiert, die „Superklasse Methanomonada“ und „Superklasse Diaforarchaea“ genannt wurden. Die Klade „Methanomonada“ und die „Klasse-I-Methanogenen“ erschienen hinsichtlich ihrer Mitglieder deckungsgleich. Weiterhin hatte der Stammbaum der Euryarchaeota nach dieser phylogenetischen Analyse einen „Ast mit zwei Zweigen“ (eine Klade mit zwei Unterkladen), wobei ein Zweig (bzw. eine Unterklade) die „Superklasse Diaforarchaea“ darstellte, die keine Methanogenen aufwies, während der andere Zweig die Mitglieder der „Klasse-II-Methanogenen“ und weitere Archaeen ohne Methanogenese-Eigenschaften enthielt. In Hinblick auf taxonomische Ordnungen waren drei in den „Klasse-I-Methanogenen“ vertreten (Methanobacteriales, Methanococcales und Methanopyrales) und drei andere in den „Klasse-II-Methanogenen“ (Klasse Methanomicrobia: Methanocellales, Methanomicrobiales und Methanosarcinales). Die siebente Ordnung mit methanogenen Euryarchaeota, Methanomassiliicoccales, wurde 2015 noch nicht erfasst.
Zusätzlich zu den Methanbildnern innerhalb des Phylums Euryarchaeota wurden Archaeen mit Methan-Stoffwechsel in neuen Verwandtschaftsgruppen gefunden:
- 2014 im Phylum Bathyarchaeota (heute Klasse Bathyarchaeia)[19]
- 2016 und 2024 im Phylum Verstraetearchaeota (heute Klasse Methanomethylicia)[20][21][22][23][24][25]
- 2019 und 2024 im Phylum Korarchaeota (heute Klasse Korarcheaeia)[26][23][24][25]

}Die Bathyarchaeen wurden vor ihrer Benennung als MCG (Miscellaneous Crenarchaeota group: diverse Crenarchaeota-Gruppe) bezeichnet, da man zuvor von nur zwei Phyla der Archaeen ausging (Euryarchaeota und Crenarchaeota – heute Thermoproteota). Innerhalb der Bathyarchaeen, bzw. innerhalb der „diversen Crenarchaeota-Gruppe“ gab es lange keine Gattungen oder Arten mit Namen, u. a. weil die Identifizierungen durch indirekte Untersuchungen von Genom-Abschnitten erfolgten, statt durch die Isolation von Kulturstämmen. Bei den Methanomethylicia (früher Verstraetearchaeota) sieht es dagegen besser aus.
Neben der Methanogenese gibt es auch andere Arten des Methan-Stoffwechsels (z. B. die anaerobe Methanoxidation) und daher wurde 2016 vorgeschlagen, die Methanentstehung nicht isoliert, sondern als einen Aspekt eines zusammenhängenden Methan-Stoffwechsels zu betrachten. Im Fokus der Betrachtung stand der sogenannte Wood–Ljungdahl-Weg, der in verschiedener Weise bei Archaeen und Bakterien vorkommt und bei dem unter anaeroben Bedingungen Kohlendioxid mithilfe von Wasserstoff reduziert werden kann. Bei Archaeen entsteht dabei Methan (hydrogenotrophe Methanogenese). Der Kerngedanke der Überblicksarbeit besteht darin, dass die hydrogenotrophe Methanogenese der Ausgangspunkt bei den Archaeen gewesen sein könnte und dass Abwandlungen der universellen Enzym-Sets (bzw. der Gene) während der Evolution zu einem Verlust oder zu einer Umdeutung (z. B. zur anaeroben Methanoxidation) geführt haben.
Der Gedanke eines einheitlichen Ausgangspunktes wurde 2019 aufgegriffen und es wurde ein umfassender Vergleich von Genen des Methan-Stoffwechsels bei Archaeen in den unterschiedlichen Zweigen dieser Domäne durchgeführt. Die Untersuchung stützte die Annahme, dass es einen evolutionären Ursprung der Archaeen mit hydrogenotropher Methanogenese gegeben haben könnte, u. a. deshalb, weil der vollständige hydrogenotrophe Methanogenese-Weg sowohl bei den Euryarchaeota als auch bei den Verstraetearchaeota gefunden werden konnte, was dafür spricht, dass der gemeinsame Vorfahr dieser entfernt verwandten Gruppen diesen Stoffwechselweg bereits besaß. Andererseits darf der horizontale Gentransfer nicht übersehen werden, der es möglich macht, dass Organismen über Gene verfügen, die sie nicht von ihren Vorfahren geerbt haben.
Im Jahr 2019 wurde mit den Methanoliparia eine weitere Klasse von Methanbildnern unter den Euryarchaeota mit nur einer einzigen Ordnung Methanoliparales vorgeschlagen, und 2021 gelang es, die ersten Vertreter dieser neuen Klasse zu kultivieren.

## Begriffsabgrenzung
- zum Abschnitt #„Methanbakterien“ und Methanbildner
- zum Abschnitt #Methanobacteria und Methanbildner
- zum Abschnitt #Andere Organismen mit Methanfreisetzung und Methanbildner

### „Methanbakterien“ und Methanbildner
Durch Wissenszuwachs wurde die Bezeichnung „Methanbakterien“ mehrdeutig, so dass ihre Anwendung heute selten sinnvoll und in vielen Kontexten falsch ist. 
Die Bezeichnung wurde früher für die Methanbildner verwendet: „Methanbakterien“ bezog sich auf zwei Aspekte, die später getrennt gesehen werden mussten:
- die Methanbildung und
- die taxonomische Zuordnung.

Barker beschrieb 1956 die Methanbildner als physiologische Gruppe “methane bacteria” (also „Methanbakterien“) und meinte, dass man sie durchaus als physiologische Familie „Methanobacteriaceae“ bezeichnen könne. Zu diesen Zeiten wurde die Bezeichnung “bacteria” (bzw. „Bakterien“) in zwei Bedeutungen verwendet:
1. zur Bezeichnung aller Mikroben ohne echten Zellkern, da das Stäbchen (lat. bacterium) eine charakteristische Zellform in dieser Gruppe ist (die man heute als Prokaryoten bezeichnet) und
2. zur Bezeichnung solcher Mikroben ohne echten Zellkern, bei denen die Zellen tatsächlich stäbchenförmig sind.

Barker (1956) verwendete “methane bacteria” in der Bedeutung, dass er alle Mikroben ohne echten Zellkern meinte, die Methan bilden; egal, ob stäbchenförmig oder nicht (aus heutiger Sicht: Prokaryoten, die Methan produzieren).
Es gab damals kaum bessere Einteilungskriterien als morphologische und physiologische, und Barker wendete eine Einteilung an, bei der die Physiologie (Methanogenese) das übergeordnete und die Morphologie (Zellform) das untergeordnete Kriterium war.
Diese Einteilung war willkürlich:
- die Familie (Methanobacteriaceae) wurde nach dem Stoffwechsel-Endprodukt (Methan) aufgestellt,
- die Gattungen wurden nach der grundsätzlichen Zellform (Stab oder Kugel) und dem Vorhandensein einer Besonderheit (Sporulation und Aggregation von Zellen) eingeteilt, so dass es vier Gattungen gab (Methanobacterium: stabförmige Zellen, die nicht sporulieren; Methanobacillus: stabförmige Zellen, die Sporen bilden können; Methanococcus: sphärische [annähernd kugelförmige] Zellen, die keine Zellaggregate bilden; Methanosarcina: sphärische Zellen, die Zellaggregate [Pakete] bilden) und
- die Arten wurden nach den Substraten abgegrenzt, deren Verwertung im Stoffwechsel beobachtet werden konnte (z. B. Methanosarcina barkerii: Methanol, Acetat, Kohlenmonoxid, Wasserstoff).

1977 wurden von Woese und Fox drei grundsätzliche Abstammungslinien von Lebewesen vorgestellt: “eubacteria”, “archaebacteria” und “urkaryotes”. Von nun an gab es neben den beiden bisherigen Hauptbedeutungen des Begriffs “bacteria”, der zum einen synonym zum Namen “Prokaryotae” (alle Mikroben ohne echten Zellkern) gebraucht wurde und zum anderen nur die stabförmigen “Prokaryotae” bezeichnete, weitere Bedeutungen. Es gab seitdem „typische Bakterien“ (“eubacteria”) und „altertümliche Bakterien“ (“archaebacteria”). Von der neuen Abstammungslinie “archaebacteria” waren zum Zeitpunkt der Veröffentlichung nur Methanbildner untersuchbar.
Zwei Jahre später wurden die Methanbildner von Balch et al. (1979) mit der Methode von Woese und Fox (1977) hinsichtlich ihrer Verwandtschaft neu bewertet. Kurz danach hat die Internationale Vereinigung der mikrobiologischen Gesellschaften (IUMS) bestätigte Listen für erlaubte Namen (Approved Lists, 1980) herausgebracht und neue Namen aus der Arbeit Balch et al. (1979) validiert (1981).
Durch das Hinzukommen neuer Taxa wurde die Möglichkeit stark eingeschränkt, den Begriff „Methanbakterien“ oder “methane bacteria” eindeutig für die Methanbildner anzuwenden. Der Name „Methanobacteriaceae“, den Barker synonym zu “methane bacteria” verwendet hatte, wurde der anerkannte Name einer Familie (Methanobacteriaceae Barker 1956), die innerhalb einer Ordnung stand (Methanobacteriales Balch & Wolfe 1981), die sich neben anderen Taxa befand, in denen Methanbildner vorkamen (z. B. neben der Ordnung Methanococcales Balch & Wolfe 1981). Somit konnte die ehemalige Zuweisung:
- Methanbildner  = „Methanobacteriaceae“ = „Methanbakterien“,

die sich aus Barker (1956) ableiten ließ, nicht mehr funktionieren.
1990 erschien eine Arbeit von Woese et al. in welcher der Gedanke von den drei grundsätzlichen Abstammungslinien der Lebewesen laut Woese und Fox (1977) aufgegriffen wurde und in welcher die Domänen Archaea (bis dato Archaebacteria), Bacteria (bis dato Eubacteria) und Eucarya (Eukaryoten) veröffentlicht wurden. 1992 wurde eine Revision des Regelwerks der Nomenklatur für die Mikroben ohne echten Zellkern veröffentlicht (Bacteriological Code, 1990 Revision).
Auf der einen Seite gab es immer mehr Namen für grundsätzliche Abstammungslinien und auf der anderen Seite blieb die Ranghöhe von Taxa mit anerkannten Namen auf die Klasse begrenzt; auf der einen Seite brauchte man neue Bezeichnungen, um Gemeinsamkeiten und Unterschiede hinsichtlich der Verwandtschaftsverhältnisse darzustellen, auf der anderen Seite brauchte man Stabilität bei den Bezeichnungen. Daher ließ sich die Verwendung von Namen, die die Wörter „Methan“ und „Bakterien“ integrieren, nicht umgehen.
2001 wurden Klassen aufgestellt (z. B. Methanobacteria und Methanococci), die Methanogene enthielten und 2002 betätigt wurden. Gerade die Klasse Methanobacteria sollte im Zweifelsfall am besten mit dem vollständigen Namen (Methanobacteria Boone 2002) angegeben werden. Eine Übersetzung der Methanobacteria könnte „Methanbakterien“ lauten.
Zusammengefasst kann das Homonym „Methanbakterien“ (oder „Methanobakterien“) z. B. Folgendes meinen:
- mehrere Mitglieder (Arten, Stämme, Kolonien usw.) der Gattung Methanobacterium,
- alle stäbchenförmigen (bakterienförmigen) Methanbildner,
- alle Methanbildner („Bakterien“ als Synonym für alle Prokaryoten, z. B. Barker 1956[10])
- die Familie Methanobacteriaceae (Barker 1956[10]),
- die Klasse Methanobacteria (als Trivialname).

### Methanobacteria und Methanbildner
Die Klasse Methanobacteria Boone 2002 ist in Bezug zu den Methanbildnern insofern besonders, als das die Übersetzung „Methanbakterien“ (oder „Methanobakterien“) lauten würde, eine Bezeichnung, die Verwechslungsmöglichkeiten bietet. Namen, die die Wörter „Methan“ und „Bakterium“ (oder Wortformen) integrieren, sind tendenziell mehrdeutig (siehe Abschnitt #„Methanbakterien“ und Methanbildner).
Letztlich wurde der Name der Klasse, „Methanobacteria“ vom Namen der grundlegenden Gattung, „Methanobacterium“ abgeleitet. Die Klasse enthält weitere Taxa, deren Namen sich nur in der Endung unterscheiden (Ordnung „Methanobacteriales“ und Familie „Methanobacteriaceae“). Die Zeichenkette „Methanobacteri“ ist bei allen ineinander geschachtelten Taxa gleich.
Die Klasse Methanobacteria wurde bei ihrer Beschreibung (2001) in das Phylum (bzw. in der Abteilung) Euryarchaeota, innerhalb der Domäne Archaea gestellt und 2002 betätigt. Zum Zeitpunkt ihrer Beschreibung enthielten die Methanobacteria ausschließlich Methanogene.
Die Klasse Methanobacteria Boone 2002 hat die Ordnung Methanobacteriales Balch & Wolfe 1981 als Typus. Die Ordnung (Methanobacteriales) und die darin verankerte Familie Methanobacteriaceae Barker 1956 haben jeweils die Gattung Methanobacterium Kluyver & van Niel 1936 als Typus.
Historische Liste
- Kluyver & van Niel (1936) – Beschreibung der Gattung Methanobacterium.[41]
- Barker (1956) – Beschreibung der Methanbildner als physiologische Gruppe “methane bacteria” („Methanbakterien“) bzw. als Familie Methanobacteriaceae.[42]
- Balch et al. (1979) – Systematische Neubewertung der Gruppe der Methanbildner; anhand von 16S-RNA-Analysen wurde u. a. die neue Ordnung Methanobacteriales aufgestellt und dort wurden die Familie Methanobacteriaceae und die Gattung Methanobacterium eingeordnet.[5]
- IUMS (1980) – Herausgabe der „bestätigten Listen“ (Approved Lists, 1980) zur Nutzung von Namen, u. a. für:
  - „Methanobacteriaceae Barker 1956“,
  - „Methanobacterium Kluyver & van Niel 1936“.[34]
- IUMS (1981) – Liste Nummer 6 zur Validierung neuer Namen bzw. neuer Namenskombinationen, u. a. für die
  - neue Ordnung „Methanobacteriales Balch & Wolfe 1981“.[35]
- Euzéby & Tindall (2001) – Anforderung einer Stellungnahme zum Typus einer Ordnung in der Nomenklatur.[43]
- Boone (2001) – Effektive Veröffentlichung zur neuen Klasse Methanobacteria[38] innerhalb des Phylum Euryarchaeota[13] in der Domäne Archaea.[40]
- IUMS (2002) – Validierungsliste Nummer 85. Bestätigung neuer Namen, u. a. für die
  - neue Klasse „Methanobacteria Boone 2002“.[14]
- IUMS (2005) – Stellungnahme Nummer 79 zum Typus einer Ordnung in der Nomenklatur, u. a. für die
  - Ordnung Methanobacteriales mit der Typusgattung Methanobacterium.[44]

### Andere Organismen mit Methanfreisetzung und Methanbildner

#### Thermoproteota
Unter den Archaeen gibt es Methanbildner nicht nur bei den Euryarchaeota (s. o.), sondern auch bei den Thermoproteota (früher auch Crenarchaeota genannt). Dazu gehören:
- Klasse Korarchaeia: 
  - Ca. Methanodesulfokora washburnensis (syn. Ca. Methanodesulfokores washburnensis), Stamm MDKW, Fundort: Washburn Hot Springs, Yellowstone-Nationalpark[26]
- Klasse Methanomethylicia (früher als Verstraetearchaeota bezeichnet):[20]
  - Ca. Methanosuratus verstraetei (syn. Ca. Methanosuratincola verstraetei), Stamm LCB70, Fundort: Lower Culex Basin, Yellowstone-Nationalpark[22]
  - Ca. Methanosuratincola petrocarbonis, Stamm LWZ-6, Fundort: Shengli-Ölfeld (chinesisch 勝利油田, Pinyin Shènglì Yóutián, englisch Shengli Oil Field) im NW der Provinz Shandong (China), nahe Dongying[45][22]
- Klasse Bathyarchaeia (früher Bathyarchaeota) – siehe oben

#### Bakterien
Auch andere Organismen, die nicht zu den Archaeen gehören, können Methan freisetzen; wie es bspw. in Bižić et&al. (2020) beschrieben wird. Während die Methanogenese bei den methanogenen Archaeen nur anoxisch abläuft (also bei Abwesenheit von Sauerstoff), wurde Methan auch unter oxischen Bedingungen (also bei Anwesenheit von Sauerstoff) gefunden, bspw. in oberen Gewässerschichten. Dieses Phänomen ist schon lange bekannt (Scranton & Farrington 1978) und wird als „Methan-Paradoxon“ bezeichnet (bspw. bei Bižić et al. 2020: „methane paradox“).

#### Eukaryoten
Im vergangenen Jahrzehnt gab es immer mehr Hinweise auf Eukaryoten, die unter oxischen (bzw. aeroben) Bedingungen Methan produzieren, aber deutlich weniger als Archaeen, wobei Bižić et al. (2020) folgende Beispiele aufzählen:
- Algen (Meeresalgen – Lenhart et al. 2016),[48]
- Pflanzen (Terrestrische Pflanzen – Keppler et al. 2006),[49]
- Tiere (Säugetiere – Tuboly et al. 2013),[50]
- Pilze (Saprotrophe Pilze – Lenhart et al. 2012)[51]
- und wahrscheinlich auch Menschen (Untersuchung von ausgeatmeter Luft – Keppler et al. 2016).[52]

Um das „Methan-Paradoxon“ zu erklären, wurde die Freisetzung von Methan durch andere Stoffwechselwege erwogen und es wurden ausführliche Untersuchungen zur Umwandlung von Methylphosphonat durchgeführt:
Manche Süßwasserbakterien setzen Methan als Nebenprodukt der Aufnahme von Phosphor frei (Yao, Henny & Maresca 2016). Für vier Bakterien-Isolate (Arten: Agrobacterium tumefaciens [2 Isolate], Rhizobium sp. und Pantoea ananatis), die aus einem Süßwassersee (Matanosee, Indonesien) stammen, wurde gezeigt, dass sie Phosphor aus Methylphosphonat gewinnen und dabei Methan freisetzen und dass diese Aktivität durch Phosphat unterdrückt wird. In einer metagenomischen Untersuchung des Oberflächenwassers des Matanosees, der chronisch P-arm und methanreich ist, wurden Gene gefunden, die mit dem CP-Lyase-Weg zusammenhängen, bei dem CP-Bindungen innerhalb von Phosphonat-Verbindungen gespaltet werden. Die Expression desjenigen Gens (phnJ), welches für das Enzym kodiert, das Methan freisetzt, war in entsprechenden Untersuchungen höher, wenn nur Methylphosphonat zur Verfügung stand und geringer, wenn sowohl Methylphosphonat als auch anorganisches Phosphat zugefügt wurde (Yao, Henny & Maresca 2016).
Pseudomonas sp.-Isolate, die durch Anreicherung mithilfe von Methylphosphonat aus der pelagischen methanangereicherten Zone eines Süßwassersees isoliert worden sind, wiesen einen aggressiven Methylphosphonat-Metabolismus mit Methanbildung auf (Wang, Dore & McDermott 2017).
Ein Bakterium, das im Meer vorkommt, Pseudomonas stutzeri, kann organische Phosphonate abbauen und dabei u. a. Methan freisetzen (Repeta et al. 2016). Wenngleich Methylphosphonat in natürlichen Systemen nicht nachgewiesen wurde, besitzt das Archäon Nitrosopumilus maritimus als Meeresbewohner die möglichen Gene für einen Weg der Methylphosphonat-Biosynthese und produziert Methylphosphonat-Ester (Metcalf 2012). Das Schlüsselgen der Methylphosphonat-Biosynthese ist in entsprechenden Metagenomdatensätzen häufig gefunden worden, sodass sich eine plausible Erklärung für das „Methan-Paradoxon“ ergäbe (Metcalf 2012).
Auch bei den Cyanobakterien wurde die Methanfreisetzung als Folge einer Demethylierung von Methylphosphonaten untersucht.
Bei Trichodesmium (genauer bei Trichodesmium IMS101) wurde gefunden, dass dieses Cyanobakterium verschiedene Phosphonate als Phosphorquelle nutzen kann, wobei bei manchen organischen Phosphonaten Treibhausgase freigesetzt werden; bei Methylphosphonat bspw. Methan (Beversdorf et al. 2010).
Die Cyanobakterien-Gattung Synechococcus ist eine ökologisch vielfältige Gruppe, die in zahlreiche Umgebungen, einschließlich von mikrobiellen Matten in heißen Quellen anzutreffen ist, wobei ihre verschiedene Vertreter dort entlang von Wärme-, Licht- und Sauerstoffgradienten räumlich verteilt vorkommen (Gomez-Garcia et al. 2011). Zwei Isolate aus einer heißen Quelle (Octopus Spring, Yellowstone-Nationalpark), Synechococcus OS-B' und Synechococcus OS-A wurden verglichen. Interessant ist, dass Synechococcus OS-B' im Dunkeln Phosphonate für sein heterotrophes Wachstum nutzen kann, während bei Licht der organische Kohlenstoff aus den Phosphonaten als Ethan oder Methan (abhängig vom spezifischen Phosphonat) freigesetzt wird (Gomez-Garcia et al. 2011).
Methanfreisetzung kann auch an den Stoffwechsel von Bakterien im Stickstoffkreislauf gebunden sein:
Bei Untersuchungen einer Co-Kultur aus einem Cyanobakterium (einem Hydrogenase-defizienten Stamm von Nostoc punctiforme) und einem hydrotrophen methanogenen Archäon (Methanospirillum hungateii) wurde gezeigt, dass steigende Lichtintensitäten zu erhöhter Nitrogenase-Aktivität und Methanproduktion führen (Berg, Lindblad & Svensson 2014). Der Anstieg der Methanproduktion ließ sich bei den Untersuchungen direkt aus der Nitrogenase-Aktivität von N. punctiforme ableiten, was ein klarer Hinweis auf das potentielle Vorhandensein eines neuen photosynthetisch regulierten Weges zur Methanbildung sei (Berg, Lindblad & Svensson 2014).
Das Bakterium Rhodopseudomonas palustris bildet bei der Luftstickstoff-Fixierung Methan (Zheng et al. 2018). Die gereinigte Eisen-Eisen-Nitrogenase („Fe-only nitrogenase“) aus R. palustris kann in einem einzigen Schritt Kohlendioxid (CO2) mit Stickstoffgas (N2) und Protonen (H+) reduziert werden, wobei Methan (CH4), Ammoniak (NH3) und Wasserstoffgas (H2) entstehen (Zheng et al. 2018).
Die vielfältigen Bezüge, die zuvor zwischen Cyanobakterien und einer Methanfreisetzung beobachtet worden sind, veranlassten eine umfassende Untersuchung:
Im Jahr 2020 wurde durch Messungen im Labor gezeigt, dass Cyanobakterien unabhängig von der Methanogenese durch Archaeen Methan produzieren können (Bižić et al. 2020). Es wurde anhand von 17 verschiedenen Cyanobakterien-Kulturen gezeigt, dass sowohl einzellige als auch filamentöse Cyanobakterien, die im Süßwasser, im Meer und an Land vorkommen können, sowohl unter Lichteinfluss als auch im Dunkeln, unter oxischen wie auch unter anoxischen Bedingungen Methan in Mengen produzieren, die berücksichtigt werden müssen. Es wird zwar einerseits angegeben, dass die Produktion von Methan bei den untersuchten Cyanobakterien drei bis vier Magnituden geringer sei als bei typischen methanogenen Archaeen, andererseits wird darauf verwiesen, dass die Cyanobakterien durch ihre Menge und dadurch, dass sie auch in Gegenwart von Sauerstoff Methan bilden können, eine große Bedeutung zukäme. Außerdem würden die Cyanobakterien Methan auch in den oberen Wasserschichten produzieren, sodass es schnell in die Atmosphäre entweichen könnte. Es wird ein Zusammenhang zwischen der Photosynthese und der Methanfreisetzung vermutet, da Lichteinfall zu einer schnellen und starken Reaktion in Bezug auf die Methan-Produktion führt und weil Inhibitoren der Photosynthese die Methanfreisetzung hemmen (Bižić et al. 2020).
Vermutlich fielen die meisten alternativen biologischen Methanfreisetzungen bei anderen Organismen, die keine Archaeen sind, quantitativ deutlich geringerer aus als bei den methanogenen Archaeen, wenn man es auf vergleichbare Einheiten bezöge: Bei den Cyanobakterien geht es im Labormaßstab bspw. um drei bis vier Magnituden (Bižić et al. 2020), in den Ökosystemen dürften aber Häufigkeiten, Biomasse u. Ä. dazu führen, dass die alternativen biologischen Methanfreisetzungen auch im Vergleich mit der Methanogenese durch Archaeen eine wichtige Rolle spielen (Bižić et al. 2020); (Liu et al. 2022).
Gegenwärtig (2023) gibt es noch kein erweitertes und einheitliches Begriffssystem, um die verschiedenen Formen von biologischer Methanfreisetzung systematisch zu bezeichnen und abzugrenzen. Die anaerobe Methanogenese der Archaeen wird bspw. als „klassisch“ bezeichnet (in Bižić et al. 2020: „classical methanogenic activity“) und die anderen Formen der biologischen Methanfreisetzung werden bspw. „Nicht-Methanogenese-Prozesse“ genannt (in Liu et al. 2022: „the non-methanogenesis processes“). Im Zweifelsfall wird eine Bezeichnung als „Methanogenese“ eher vermieden und es ist dann von „Methan-Synthese“ (Wang et al. 2021: „aerobic CH4 synthesis“), „Methan-Produktion“ (Zheng et al. 2018: „biological methane production“) o. Ä. die Rede. Zur Abgrenzung wird, wenn von „Methanogenese“ die Rede ist, oft ein Zusatz verwendet, der einen genauen Typ bezeichnet, bspw. um die hydrogenotrophische Methanogenese (Shima et al. 2020: „hydrogenotrophic methanogenesis“), die methylotrophische Methanogenese (Vanwonterghem et al. 2016: „methylotrophic methanogenesis“) oder die acetoklastische Methanogenese (Dyksma, Jansen & Gallert 2020: „acetoclastic methanogenisis“) zu adressieren.
Allgemein wird Methanogenese als eine Form der anaeroben Atmung definiert, bei der zum Zweck der Energiegewinnung Methan freigesetzt wird (bspw. in Lyu et al. 2018). Daraus ergibt sich, dass andere Formen der biologischen Methanfreisetzung, die keine anaerobe Atmung sind, anders heißen sollten als „Methanogenese“. Entsprechend ist die Situation bei den Organismen, die eigentlich nur dann als Methanogene oder Methanbildner bezeichnet werden, wenn sie nahezu ihren gesamten Energiehaushalt durch Methanogenese abdecken, also durch anaerobe Atmung, bei der Methan gebildet wird: Bei den alternativen Formen der biologischen Methanfreisetzung werden zwar – wenn auch sehr selten – englische Wörter für „Methanogenese“ in der Kombination „oxische Methanogenese“ gebraucht (bspw. Peeters & Hofmann 2021: „oxic methanogenesis“), englische Wörter für „Methanogene“ bzw. „Methanbilder“ wurden aber in diesem Zusammenhang bisher nicht gefunden (Oktober 2023, Suchanfragen in PubMed).